# 2011-es Ázsia-kupa (egyenes kieséses szakasz)
A 2011-es Ázsia-kupa egyenes kieséses szakasza 2011. január 21-én kezdődött, és január 29-én ért véget a Dohában rendezett döntővel. Az egyenes kieséses szakaszban nyolc csapat vett részt, amelyek a csoportkör során a saját csoportjuk első két helyének valamelyikén végeztek. Az egyenes kieséses szakasz 8 mérkőzésből állt: 4 negyeddöntőt, 2 elődöntőt és 2 helyosztó mérkőzést rendeztek.
Az egyes mérkőzések győztesei továbbjutottak a következő körbe. A vesztes csapatok kiestek a kontinenstornáról, kivéve az elődöntő vesztes csapatait, amelyek a 3. helyért mérkőzhettek.
Ha a mérkőzéseken a rendes játékidő végén döntetlen volt az eredmény, akkor 30 perces hosszabbítást rendeztek, ha ezután is döntetlen volt az eredmény, akkor büntetőpárbaj következett.

## Résztvevők
| Csoport | Első helyen továbbjutott | Második helyen továbbjutott |
| ------- | ------------------------ | --------------------------- |
| A       | Üzbegisztán              | Katar                       |
| B       | Japán                    | Jordánia                    |
| C       | Ausztrália               | Dél-Korea                   |
| D       | Irán                     | Irak                        |

## Ágrajz
|  |              |              |              |            |       |             |             |             |               |               |               |       |       |
|  | Negyeddöntők | Negyeddöntők | Negyeddöntők |            |       | Elődöntők   | Elődöntők   | Elődöntők   |               |               | Döntő         | Döntő | Döntő |
|  | Negyeddöntők | Negyeddöntők | Negyeddöntők |            |       | Elődöntők   | Elődöntők   | Elődöntők   |               |               | Döntő         | Döntő | Döntő |
|  | január 21.   |              |              |            |       |             |             |             |               |               |               |       |       |
|  |              |              |              |            |       |             |             |             |               |               |               |       |       |
|  | A1           | Üzbegisztán  | 2            |            |       |             |             |             |               |               |               |       |       |
|  | A1           | Üzbegisztán  | 2            | január 25. |       |             |             |             |               |               |               |       |       |
|  | B2           | Jordánia     | 1            |            |       |             |             |             |               |               |               |       |       |
|  | B2           | Jordánia     | 1            |            |       | Üzbegisztán | Üzbegisztán | 0           |               |               |               |       |       |
|  | január 22.   |              |              |            |       | Üzbegisztán | Üzbegisztán | 0           |               |               |               |       |       |
|  |              |              | Ausztrália   | Ausztrália | 6     |             |             |             |               |               |               |       |       |
|  | C1           | Ausztrália   | Ausztrália   | Ausztrália | 6     | 1           |             |             |               |               |               |       |       |
|  | C1           | Ausztrália   |              |            |       | 1           | január 29.  |             |               |               |               |       |       |
|  | D2           | Irak         | 0            |            |       |             |             |             |               |               |               |       |       |
|  | D2           | Irak         | 0            |            |       | Ausztrália  | Ausztrália  | 0           |               |               |               |       |       |
|  | január 21.   |              |              |            |       | Ausztrália  | Ausztrália  | 0           |               |               |               |       |       |
|  |              |              | Japán        | Japán      | 1     |             |             |             |               |               |               |       |       |
|  | B1           | Japán        | Japán        | Japán      | 1     | 3           |             |             |               |               |               |       |       |
|  | B1           | Japán        | január 25.   |            |       | 3           |             |             |               |               |               |       |       |
|  | A2           | Katar        | 2            |            |       |             |             |             |               |               |               |       |       |
|  | A2           | Katar        | 2            |            |       | Japán       | Japán       | 2 (3)       | Bronzmérkőzés | Bronzmérkőzés | Bronzmérkőzés |       |       |
|  | január 22.   |              |              |            |       | Japán       | Japán       | 2 (3)       | Bronzmérkőzés | Bronzmérkőzés | Bronzmérkőzés |       |       |
|  |              |              | Dél-Korea    | Dél-Korea  | 2 (0) |             |             | január 28.  | január 28.    | január 28.    |               |       |       |
|  | D1           | Irán         | Dél-Korea    | Dél-Korea  | 2 (0) | 0           |             | január 28.  | január 28.    | január 28.    |               |       |       |
|  | D1           | Irán         |              |            |       |             |             | Üzbegisztán | Üzbegisztán   | 2             |               |       |       |
|  | C2           | Dél-Korea    | 1            |            |       |             |             | Üzbegisztán | Üzbegisztán   | 2             |               |       |       |
|  | C2           | Dél-Korea    | 1            |            |       | Dél-Korea   | Dél-Korea   | 3           |               |               |               |       |       |
|  |              |              |              |            |       | Dél-Korea   | Dél-Korea   | 3           |               |               |               |       |       |

## Negyeddöntők

### Japán – Katar
| 2011. január 21. 16:25 UTC+3 |

| Japán                    | 3–2               | Katar                     |
| ------------------------ | ----------------- | ------------------------- |
| Kagawa 29' 71' Inoha 90' | (1–1) Jegyzőkönyv | Soria 13' Fábio César 63' |

| Al-Harafa Stadion Nézőszám: 19 479 Játékvezető: Subkhiddin Mohd Salleh (maláj) |

| Japán | Katar |

| JAPÁN:               |    |                       |
|                      |    |                       |
| GK                   | 1  | Eiji Kawashima        |
| RB                   | 2  | Masahiko Inoha        |
| CB                   | 22 | Maya Yoshida 46′, 63′ |
| CB                   | 4  | Yasuyuki Konno        |
| LB                   | 5  | Nagatomo Júto         |
| CM                   | 7  | Yasuhito Endō 33'     |
| CM                   | 17 | Makoto Hasebe (Csk)   |
| AM                   | 18 | Honda Keiszuke        |
| RW                   | 9  | Shinji Okazaki        |
| LW                   | 10 | Shinji Kagawa 90+3'   |
| CF                   | 11 | Ryoichi Maeda 64'     |
| Cserék:              |    |                       |
| DF                   | 3  | Daiki Iwamasa 64'     |
| DF                   | 20 | Mitsuru Nagata 90+3'  |
| Szövetségi kapitány: |    |                       |
| Alberto Zaccheroni   |    |                       |

| KATAR:               |    |                           |
|                      |    |                           |
| GK                   | 1  | Qasem Burhan              |
| RB                   | 13 | Ibrahim Majid 14'         |
| CB                   | 6  | Bilal Mohammed (Csk)      |
| CB                   | 18 | Ibrahim Al-Ghanim 49'     |
| LB                   | 8  | Mesaad Al-Hamad 90+2'     |
| CM                   | 4  | Lawrence Quaye            |
| CM                   | 7  | Wesam Rizik               |
| RM                   | 2  | Hamid Ismail              |
| LM                   | 16 | Mohamed Elsayed 59'       |
| CF                   | 12 | Yusef Ali                 |
| CF                   | 23 | Sebastián Soria           |
| Cserék:              |    |                           |
| MF                   | 19 | Khalid Muftah 14'         |
| MF                   | 11 | Fábio César Montezine 59' |
| FW                   | 9  | Jaralla Al Marri 90+2'    |
| Szövetségi kapitány: |    |                           |
| Bruno Metsu          |    |                           |

| A mérkőzés játékosa: Shinji Kagawa (Japán) Asszisztensek: Mu Yuxin (kínai) Mohd Sabri Bin Mat Daud (maláj) Negyedik számú játékvezető: Abdulláh al-Hiláli (ománi) |

### Üzbegisztán – Jordánia
| 2011. január 21. 19:25 UTC+3 |

| Üzbegisztán     | 2–1               | Jordánia   |
| --------------- | ----------------- | ---------- |
| Bakayev 46' 49' | (0–0) Jegyzőkönyv | Yaseen 59' |

| Kalifa Nemzetközi Stadion Nézőszám: 16 073 Játékvezető: Abdul Malik (szingapúri) |

| Üzbegisztán | Jordánia |

| ÜZBEGISZTÁN:         |    |                        |
|                      |    |                        |
| GK                   | 12 | Ignatiy Nesterov 62'   |
| RB                   | 3  | Shavkat Mullajanov     |
| CB                   | 9  | Odil Ahmedov           |
| LB                   | 6  | Sakhob Juraev          |
| CM                   | 18 | Timur Kapadze          |
| CM                   | 7  | Aziz Haydarov          |
| AM                   | 8  | Server Djeparov (Csk)  |
| RW                   | 17 | Sanjar Tursunov 90+2'  |
| LW                   | 19 | Jasur Hasanov 57'      |
| CF                   | 2  | Ulugbek Bakayev        |
| CF                   | 15 | Alexander Geynrikh 70' |
| Cserék:              |    |                        |
| MF                   | 14 | Stanislav Andreev 57'  |
| GK                   | 1  | Temur Juraev 62'       |
| DF                   | 4  | Anzur Ismailov 70'     |
| Szövetségi kapitány: |    |                        |
| Vadim Abramov        |    |                        |

| JORDÁNIA:            |    |                          |
|                      |    |                          |
| GK                   | 1  | Amer Shafia              |
| RB                   | 3  | Suleiman Salman 74'      |
| CB                   | 2  | Mohammad Muneer          |
| CB                   | 8  | Bashar Bani Yaseen (Csk) |
| LB                   | 5  | Mohammad Al-Damiri       |
| CM                   | 4  | Baha'a Abdul-Rahman      |
| CM                   | 15 | Shadi Abu Hash'hash 64'  |
| RW                   | 7  | Amer Deeb                |
| LW                   | 21 | Ahmed Abdul-Haleem       |
| CF                   | 18 | Hassan Abdel Fattah      |
| CF                   | 10 | Mo'ayyad Abu Keshek 76'  |
| Cserék:              |    |                          |
| FW                   | 14 | Abdullah Deeb 64'        |
| FW                   | 23 | Anas Hajjeh 76'          |
| Szövetségi kapitány: |    |                          |
| Adnan Hamad          |    |                          |

| A mérkőzés játékosa: Ulugbek Bakayev (Üzbegisztán) Asszisztensek: Jeffrey Goh (szingapúri) Haja Maidin (szingapúri) Negyedik számú játékvezető: Nisimura Júicsi (japán) |

### Ausztrália – Irak
| 2011. január 22. 16:25 UTC+3 |

| Ausztrália  | 1–0 (h. u.)                 | Irak |
| ----------- | --------------------------- | ---- |
| Kewell 118' | (0–0, 0–0, 0–0) Jegyzőkönyv |      |

| Jassim Bin Hamad Stadion Nézőszám: 7889 Játékvezető: Abdulrahman Mohammed (katari) |

| Ausztrália | Irak |

| AUSZTRÁLIA:          |    |                         |
|                      |    |                         |
| GK                   | 1  | Mark Schwarzer          |
| RB                   | 8  | Luke Wilkshire          |
| CB                   | 2  | Lucas Neill (Csk) 115'  |
| CB                   | 6  | Saša Ognenovski         |
| LB                   | 3  | David Carney 90+1' 109' |
| CM                   | 15 | Mile Jedinak 68'        |
| CM                   | 16 | Carl Valeri             |
| RW                   | 17 | Matt McKay              |
| LW                   | 14 | Brett Holman 102'       |
| SS                   | 10 | Harry Kewell 118'       |
| CF                   | 4  | Tim Cahill 90+2'        |
| Cserék:              |    |                         |
| FW                   | 9  | Scott McDonald 90+2'    |
| FW                   | 11 | Nathan Burns 102'       |
| MF                   | 22 | Neil Kilkenny 109'      |
| Szövetségi kapitány: |    |                         |
| Holger Osieck        |    |                         |

| IRAK:                |    |                          |
|                      |    |                          |
| GK                   | 12 | Mohammed Gassid          |
| RB                   | 15 | Ali Rehema 54'           |
| CB                   | 16 | Samal Saeed              |
| CB                   | 14 | Salam Shakir 75'         |
| LB                   | 3  | Bassim Abbas 84'         |
| CM                   | 4  | Qusay Munir              |
| CM                   | 5  | Nashat Akram 1'          |
| RW                   | 18 | Mahdi Karim 63'          |
| LW                   | 11 | Hawar Mulla Mohammed 86' |
| CF                   | 7  | Emad Mohammed            |
| CF                   | 10 | Younis Mahmoud (Csk) 43' |
| Cserék:              |    |                          |
| FW                   | 9  | Mustafa Karim 63'        |
| DF                   | 21 | Ahmad Ibráhím Halaf 75'  |
| FW                   | 17 | Alaa Abdul-Zahra 86'     |
| Szövetségi kapitány: |    |                          |
| Wolfgang Sidka       |    |                          |

| Mérkőzés embere Harry Kewell (Ausztrália) Asszisztensek: Mohammad Dharman (katari) Hassan Al Thawadi (katari) Negyedik számú játékvezető: Kim Dongdzsin (Dél-koreai) |

### Irán – Dél-Korea
| 2011. január 22. 19:25 UTC+3 |

| Irán | 0–1 (h. u.)                 | Dél-Korea             |
| ---- | --------------------------- | --------------------- |
|      | (0–0, 0–0, 0–1) Jegyzőkönyv | Yoon Bit-Garam 105+2' |

| Qatar SC Stadion Nézőszám: 7111 Játékvezető: Ravshan Ermatov (üzbég) |

| Irán | Dél-Korea |

| IRÁN:                |    |                          |
|                      |    |                          |
| GK                   | 1  | Mehdi Rahmati            |
| RB                   | 20 | Mohammad Nosrati 46'     |
| CB                   | 5  | Hadi Aghili              |
| CB                   | 4  | Jalal Hosseini           |
| LB                   | 11 | Ehsan Hajsafi            |
| CM                   | 18 | Pejman Nouri 109'        |
| CM                   | 14 | Andranik Teymourian 27'  |
| RW                   | 6  | Javad Nekounam (Csk)     |
| LW                   | 9  | Mohammad Reza Khalatbari |
| CF                   | 7  | Gholamreza Rezaei        |
| CF                   | 10 | Karim Ansarifard 75'     |
| Cserék:              |    |                          |
| DF                   | 2  | Khosro Heydari 46'       |
| MF                   | 8  | Masoud Shojaei 105' 75'  |
| FW                   | 19 | Mohammad Gholami 109'    |
| Szövetségi kapitány: |    |                          |
| Afshin Ghotbi        |    |                          |

| DÉL-KOREA:           |    |                         |
|                      |    |                         |
| GK                   | 1  | Jung Sung-Ryong         |
| RB                   | 22 | Cha Du-Ri               |
| CB                   | 3  | Hwang Jae-Won           |
| CB                   | 14 | Lee Jung-Soo 77'        |
| LB                   | 12 | Lee Young-Pyo           |
| CM                   | 16 | Ki Sung-Yueng 111'      |
| CM                   | 6  | Lee Yong-Rae            |
| AM                   | 13 | Ku Dzsacshol 81'        |
| RW                   | 17 | Lee Chung-Yong 120+1'   |
| LW                   | 7  | Park Ji-Sung (Csk) 117' |
| CF                   | 10 | Ji Dong-Won             |
| Cserék:              |    |                         |
| MF                   | 8  | Yoon Bit-Garam 116' 81' |
| DF                   | 15 | Hong Jeong-Ho 111'      |
| MF                   | 19 | Yeom Ki-Hun 117'        |
| Szövetségi kapitány: |    |                         |
| Cho Kwang-Rae        |    |                         |

| Mérkőzés embere: Lee Yong-Rae (Dél-Korea) Asszisztensek: Abdukhamidullo Rasulov (üzbég) Rafael Ilyasov (üzbég) Negyedik számú játékvezető: Nawaf Shukralla (bahreini) |

## Elődöntők

### Japán – Dél-Korea
| 2011. január 25. 16:25 UTC+3 |

| Japán                           | 2–2 (h. u.)                 | Dél-Korea                                       |
| ------------------------------- | --------------------------- | ----------------------------------------------- |
| Maeda 36' Hosogai 98'           | (0–1, 1–1, 2–1) Jegyzőkönyv | Ki Sung-Yueng 23' (11-esből) Hwang Jae-Won 120' |
| Büntetőpárbaj                   |                             |                                                 |
| K. Honda Okazaki Nagatomo Konno | 3–0                         | Ku Dzsacshol Lee Yong-Rae Hong Jeong-Ho         |

| Al-Harafa Stadion Nézőszám: 16 171 Játékvezető: Halíl al-Gamdi (Szaúd-arábiai) |

| Japán | Dél-Korea |

| JAPÁN:               |    |                     |     |      |
|                      |    |                     |     |      |
| GK                   | 1  | Eiji Kawashima      |     |      |
| RB                   | 6  | Atsuto Uchida       | 53' |      |
| CB                   | 3  | Daiki Iwamasa       | 85' |      |
| CB                   | 4  | Yasuyuki Konno      |     |      |
| LB                   | 5  | Nagatomo Júto       | 84' |      |
| CM                   | 7  | Yasuhito Endō       |     |      |
| CM                   | 17 | Makoto Hasebe (Csk) |     | 117' |
| AM                   | 18 | Honda Keiszuke      |     |      |
| RW                   | 9  | Shinji Okazaki      |     |      |
| LW                   | 10 | Shinji Kagawa       |     | 87'  |
| CF                   | 11 | Ryoichi Maeda       |     | 105' |
| Cserék:              |    |                     |     |      |
| MF                   | 13 | Hajime Hosogai      |     | 87'  |
| DF                   | 2  | Masahiko Inoha      |     | 105' |
| MF                   | 15 | Takuya Honda        |     | 117' |
| Szövetségi kapitány: |    |                     |     |      |
| Alberto Zaccheroni   |    |                     |     |      |

| DÉL-KOREA:           |    |                    |      |      |
|                      |    |                    |      |      |
| GK                   | 1  | Jung Sung-Ryong    |      |      |
| RB                   | 22 | Cha Du-Ri          | 102' |      |
| CB                   | 3  | Hwang Jae-Won      |      |      |
| CB                   | 4  | Cho Yong-Hyung     | 64'  | 103' |
| LB                   | 12 | Lee Young-Pyo      |      |      |
| CM                   | 16 | Ki Sung-Yueng      |      |      |
| CM                   | 6  | Lee Yong-Rae       |      |      |
| AM                   | 7  | Pak Csiszong (Csk) | 13'  |      |
| RW                   | 17 | Lee Chung-Yong     |      | 82'  |
| LW                   | 13 | Ku Dzsacshol       |      |      |
| CF                   | 10 | Ji Dong-Won        |      | 66'  |
| Cserék:              |    |                    |      |      |
| DF                   | 15 | Hong Jeong-Ho      |      | 66'  |
| MF                   | 11 | Son Heung-Min      |      | 82'  |
| FW                   | 20 | Kim Shin-Wook      |      | 103' |
| Szövetségi kapitány: |    |                    |      |      |
| Cho Kwang-Rae        |    |                    |      |      |

| A mérkőzés embere: Keisuke Honda (Japán) Asszisztensek: Haszan Kámránifar (iráni) Reza Sokhandan (iráni) Negyedik játékvezető: Abdulrahman Mohammed (katari) |

### Üzbegisztán – Ausztrália
| 2011. január 25. 19:25 UTC+3 |

| Üzbegisztán | 0–6               | Ausztrália                                                           |
| ----------- | ----------------- | -------------------------------------------------------------------- |
|             | (0–2) Jegyzőkönyv | Kewell 5' Ognenovski 34' Carney 65' Emerton 74' Valeri 82' Kruse 83' |

| Kalifa Nemzetközi Stadion Nézőszám: 24 826 Játékvezető: Ali al-Badwawi (egyesült arab emírségekbeli) |

| Üzbegisztán | Ausztrália |

| ÜZBEGISZTÁN:         |    |                       |          |     |
|                      |    |                       |          |     |
| GK                   | 1  | Timur Juraev          |          |     |
| RB                   | 22 | Viktor Karpenko       |          | 71' |
| CB                   | 4  | Anzur Ismailov        |          |     |
| CB                   | 9  | Odil Ahmedov          |          |     |
| LB                   | 6  | Sakhob Juraev         |          |     |
| DM                   | 7  | Aziz Haydarov         | 67'      |     |
| RW                   | 18 | Timur Kapadze         |          |     |
| LW                   | 19 | Jasur Hasanov         |          | 55' |
| SS                   | 16 | Maksim Shatskikh      |          | 59' |
| SS                   | 8  | Server Djeparov (Csk) |          |     |
| CF                   | 2  | Ulugbek Bakayev       | 56′, 67′ |     |
| Cserék:              |    |                       |          |     |
| MF                   | 11 | Marat Bikmaev         |          | 55' |
| MF                   | 17 | Sanjar Tursunov       |          | 59' |
| DF                   | 5  | Aziz Ibrahimov        |          | 71' |
| Szövetségi kapitány: |    |                       |          |     |
| Vadim Abramov        |    |                       |          |     |

| AUSZTRÁLIA:          |    |                   |     |     |
|                      |    |                   |     |     |
| GK                   | 1  | Mark Schwarzer    |     |     |
| RB                   | 8  | Luke Wilkshire    | 15' |     |
| CB                   | 2  | Lucas Neill (Csk) |     |     |
| CB                   | 6  | Saša Ognenovski   |     |     |
| LB                   | 3  | David Carney      | 71' |     |
| CM                   | 15 | Mile Jedinak      |     |     |
| CM                   | 16 | Carl Valeri       | 38' |     |
| RW                   | 14 | Brett Holman      |     | 61' |
| LW                   | 17 | Matt McKay        |     |     |
| SS                   | 10 | Harry Kewell      |     | 53' |
| CF                   | 4  | Tim Cahill        |     | 71' |
| Cserék:              |    |                   |     |     |
| FW                   | 23 | Robbie Kruse      |     | 53' |
| MF                   | 7  | Brett Emerton     |     | 61' |
| MF                   | 22 | Neil Kilkenny     |     | 71' |
| Szövetségi kapitány: |    |                   |     |     |
| Holger Osieck        |    |                   |     |     |

| A mérkőzés embere: Matt McKay (Ausztrália) Asszisztensek: Saleh Al Marzouqi (egyesült arab emírségekbeli) Yaser Marad (egyesült arab emírségekbeli) Negyedik játékvezető: Nawaf Shukralla (bahreini) |

## Bronzmérkőzés
| 2011. január 28. 18:00 UTC+3 |

| Üzbegisztán                 | 2–3               | Dél-Korea                            |
| --------------------------- | ----------------- | ------------------------------------ |
| Geynrikh 45' (11-esből) 53' | (1–3) Jegyzőkönyv | Ku Dzsacshol 18' Ji Dong-Won 28' 39' |

| Jassim Bin Hamad Stadion Nézőszám: 8199 Játékvezető: Abdul Malik Bashir (szingapúri) |

| Üzbegisztán | Dél-Korea |

| ÜZBEGISZTÁN:         |    |                       |     |     |
|                      |    |                       |     |     |
| GK                   | 12 | Ignatiy Nesterov      |     |     |
| RB                   | 22 | Viktor Karpenko       |     | 87' |
| CB                   | 3  | Shavkat Mullajanov    | 87' |     |
| CB                   | 9  | Odil Ahmedov          |     |     |
| LB                   | 14 | Stanislav Andreev     |     |     |
| CM                   | 7  | Aziz Haydarov         |     |     |
| CM                   | 18 | Timur Kapadze         |     |     |
| RW                   | 17 | Sanjar Tursunov       |     |     |
| LW                   | 8  | Server Djeparov (Csk) |     |     |
| CF                   | 15 | Alexander Geynrikh    | 90' |     |
| CF                   | 13 | Olim Navkarov         |     | 77' |
| Cserék:              |    |                       |     |     |
| MF                   | 10 | Shavkat Salomov       | 85' | 77' |
| MF                   | 19 | Jasur Hasanov         |     | 87' |
| Szövetségi kapitány: |    |                       |     |     |
| Vadim Abramov        |    |                       |     |     |

| DÉL-KOREA:           |    |                 |       |     |
|                      |    |                 |       |     |
| GK                   | 1  | Jung Sung-Ryong |       |     |
| RB                   | 22 | Cha Du-Ri       |       |     |
| CB                   | 3  | Hwang Jae-Won   | 44'   |     |
| CB                   | 14 | Lee Jung-Soo    |       |     |
| LB                   | 12 | Lee Young-Pyo   | 90+3' |     |
| CM                   | 16 | Ki Sung-Yueng   | 57'   |     |
| CM                   | 15 | Hong Jeong-Ho   |       | 78' |
| AM                   | 13 | Ku Dzsacshol    |       | 53' |
| RW                   | 6  | Lee Yong-Rae    |       |     |
| LW                   | 17 | Lee Chung-Yong  |       | 60' |
| CF                   | 10 | Ji Dong-Won     |       |     |
| Cserék:              |    |                 |       |     |
| MF                   | 8  | Yoon Bit-Garam  |       | 53' |
| MF                   | 11 | Son Heung-Min   |       | 60' |
| DF                   | 5  | Kwak Tae-Hwi    |       | 78' |
| Szövetségi kapitány: |    |                 |       |     |
| Cho Kwang-Rae        |    |                 |       |     |

| A mérkőzés embere: Ji Dong-Won (Dél-Korea) Asszisztensek: Jeffrey Goh (szingapúri) Haja Maidin (szingapúri) Negyedik játékvezető: Abdulrahman Mohammed (katari) |

## Döntő
| 2011. január 29. 18:00 UTC+3 |

| Ausztrália | 0–1 (h. u.)                           | Japán    |
| ---------- | ------------------------------------- | -------- |
|            | (0–0, 0–0, 0–0) Jegyzőkönyv Részletek | Lee 109' |

| Kalifa Nemzetközi Stadion Nézőszám: 37 174 Játékvezető: Ravshan Ermatov (üzbég) |

| A 2011-es Ázsia-kupa győztese |
| ----------------------------- |
| JAPÁN 4. cím                  |